# 恰尔道萨拉什
恰尔道萨拉什（匈牙利語：Csárdaszállás）是匈牙利贝凯什州所辖的一个村。总面积54.16平方公里，总人口458，人口密度8.5人/平方公里（2011年1月1日）。